# Ficus deltoidea
Espèce
Classification phylogénétique
Le Ficus deltoidea (ou ficus à feuilles en delta) est un arbuste de la famille des Moracées pouvant atteindre deux mètres de haut. Il provient de Malaisie et doit son nom à sa forme foliaire typique : ses feuilles sont en forme de triangle comme la lettre delta grecque et on les nomme feuilles deltoïdes. Le ficus deltoidea est également appelé figuier gui car ses fruits sont de petites baies blanches, vertes ou rougeâtres persistante.
C'est une espèce permettant de produire du caoutchouc à partir de sa sève.Toutefois elle est essentiellement utilisée en ornement intérieur.

## Culture
Cette plante préfère un soleil indirect ou même une ombre légère. On peut le placer à proximité d'une fenêtre exposée à l'est ou à l'ouest.
Les températures doivent se situer aux alentours de 20° été comme hiver. Ce ficus est originaire des régions tropicales humides, il a donc besoin à la fois de chaleur et d'un taux important d'humidité de l'air. Cultivez-le de préférence au-dessus d'un récipient d'eau contenant des galets ou des billes d'argile et bassinez-le fréquemment.
Le Ficus deltoidea nécessite un arrosage constant sur toute l'année. Son terreau doit être toujours humide mais trop d'eau peut endommager les racines. Un petit arrosage journalier lui convient parfaitement.
On peut effectuer un apport d'engrais liquide ordinaire très dilué tous les quinze jours de mai à septembre.
Rempotez tous les 2 ans dans un compost léger. Un mélange de terre franche, de terreau et de sable ou de perlite conviendra très bien.